# A Million on My Soul
A Million on My Soul ist ein Lied von Alexiane, Mathieu Carratier und Igor Kempeneers, das Alexiane für den Film Valerian – Die Stadt der tausend Planeten von Luc Besson sang und im Mai 2017 veröffentlicht wurde.

## Hintergrund
In dem Lied geht es um den Übergang von der Kindheit zum Erwachsensein, die Bedeutung, sich selbst zu kennen und die Veränderungen, die dieses neue Verständnis mit sich bringt. Alexiane textete den Song gemeinsam mit ihrem besten Freund Igor Kempeneers, mit dem sie schon vorher gemeinsame Texte geschrieben hatte; die Melodie des Songs verfasste sie mit dem Musikproduzenten Mathieu Carratier.
A Million on My Soul wurde im Mai 2017 als Single veröffentlicht. Kurze Zeit später erschien auch ein Musikvideo.
Das Lied wurde eigens für den Film Valerian – Die Stadt der tausend Planeten von Luc Besson, der Alexianes Onkel ist, geschrieben. Es wird darin während des Abspanns gespielt. Auch der zweite Trailer zum Film war mit dem Lied unterlegt. Es ist auch auf dem Soundtrack-Album zum Film enthalten.
Die Aufnahme des Liedes entstand ab Mitte Februar 2017, unter anderem mit Unterstützung des norwegischen Produzentenduos Stargate, das sind Tor Erik Hermansen und Mikkel  Storleer Eriksen; als weiterer Produzent war der Franzose Sandy Vee beteiligt. Die meisten Instrumente spielte Mathieu Carratier, der als musikalischer Leiter fungierte.
Es waren überwiegend Studenten von Bessons Filmschule Ecole de la Cité, die das Musikvideo mit Produzent Camille Cornuel herstellten und hierbei Regie führten. Mit den Aufnahmen des Musikvideos wurde Ende Mai 2017 begonnen.

## Rezeption
Das Lied sei ein futuristisches Fest für die Ohren, titelte die Internet-Plattform Bustle über einem Beitrag von Angelica Florio, die meinte, das elektronische Stück mit seinem schweren Beat und zukunftsweisenden Klängen sei für den Film ziemlich perfekt.

## Charterfolg
Das Lied stieg am 26. Mai 2017 auf Platz 70 in die französischen iTunes-Charts ein und erreichte in den dortigen Single-Top-100-Platz 68. In den deutschen iTunes-Charts erreichte es Platz 186 und konnte sich auch in den iTunes Soundtrack-Charts der Schweiz platzieren.